# Fekete medvelepke
A fekete medvelepke (Arctia villica) a kvadrifid bagolylepkefélék családjába tartozó, Eurázsiában és Észak-Afrikában honos lepkefaj. 

## Megjelenése
A fekete medvelepke szárnyfesztávolsága 5,5-6,2 cm. Feje, csápja, tora és ajaktapogatója fekete, vállain fehéres folt található. A potroh piros színű, tövén és középvonalában sárgás szőrzettel, közepén sötét foltsorral. A hasoldal piros, két széles, sötétbarna sávval. A hím lábai feketék, valamennyi comb belül piros szőrzettel borított, a nőstényen viszont csak az elülső lábpáré. 
Elülső szárnyának alapszíne feketésbarna vagy fekete; rajta nagy, szabálytalan fehér (gyakran kissé vajszínűen behintett) foltokkal. A foltok alakja és mérete erősen változó. A hátsó szárny világos narancssárga vagy sárga, csúcsa feketésbarna 2-3 kisebb sárga folttal; középen néhány fekete folt látható. A hátsó szárny csúcsán a rojt feketésbarna, másutt sárga. A szárnyak fonákja a felső oldalhoz hasonlóan mintázott, színei halványabbak, elülső élük és csúcsuk pirosan behintett.  
Petéje gömb alakú, zöldes. 
A hernyó fekete, hosszú, barnásszürke vagy vörösbarna szőrcsomókkal. A tor és a fej szőrös, a légzőnyílások körül kis fehér foltocska látható. Bábja fekete, szelvényei barnák.
Az elülső szárnyak fehér foltjainak alakja, kiterjedtsége változó. 

### Hasonló fajok
Magyarországon nem él hasonló faj.

## Elterjedése
Eurázsiában honos, Spanyolországtól Közép-Ázsiáig. Európai elterjedésének északi határa kb. Hollandián és Közép-Németországon át húzódik. Inkább délen gyakori. Magyarországon mindenütt megtalálható. 

## Életmódja
Meleg, sovány talajú, bozótos rétek, sziklagyepek, domboldalak lakója.  
Évente egy generációja nő fel, az imágó május-júniusban repül. Hernyója polifág, különféle lágyszárú növényekkel (árvacsalánok, csalánok, útifüvek, cickafark, gyermekláncfű, búzavirágok, szamócák, oroszlánfogak stb.), illetve bokrok alsó leveleivel táplálkozik. Fejlődése befejeztével a talajon, kövek alatt készíti el a növényi részeket is tartalmazó bábszövedékét.  

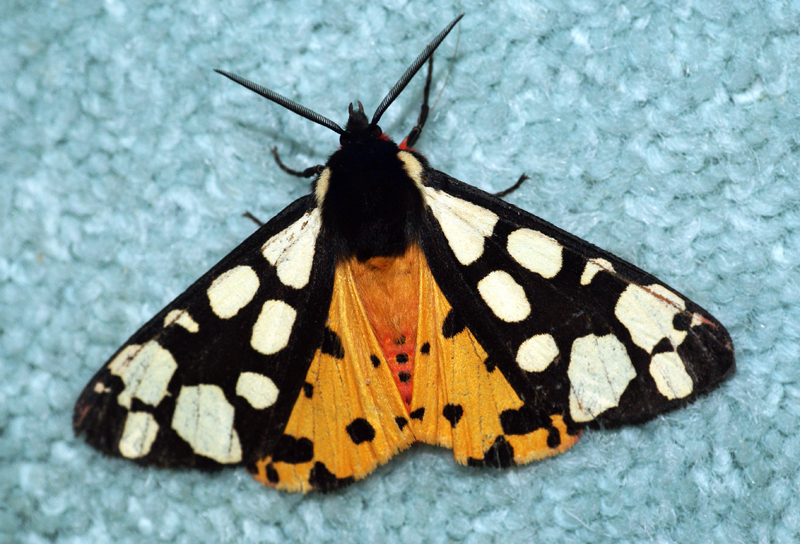
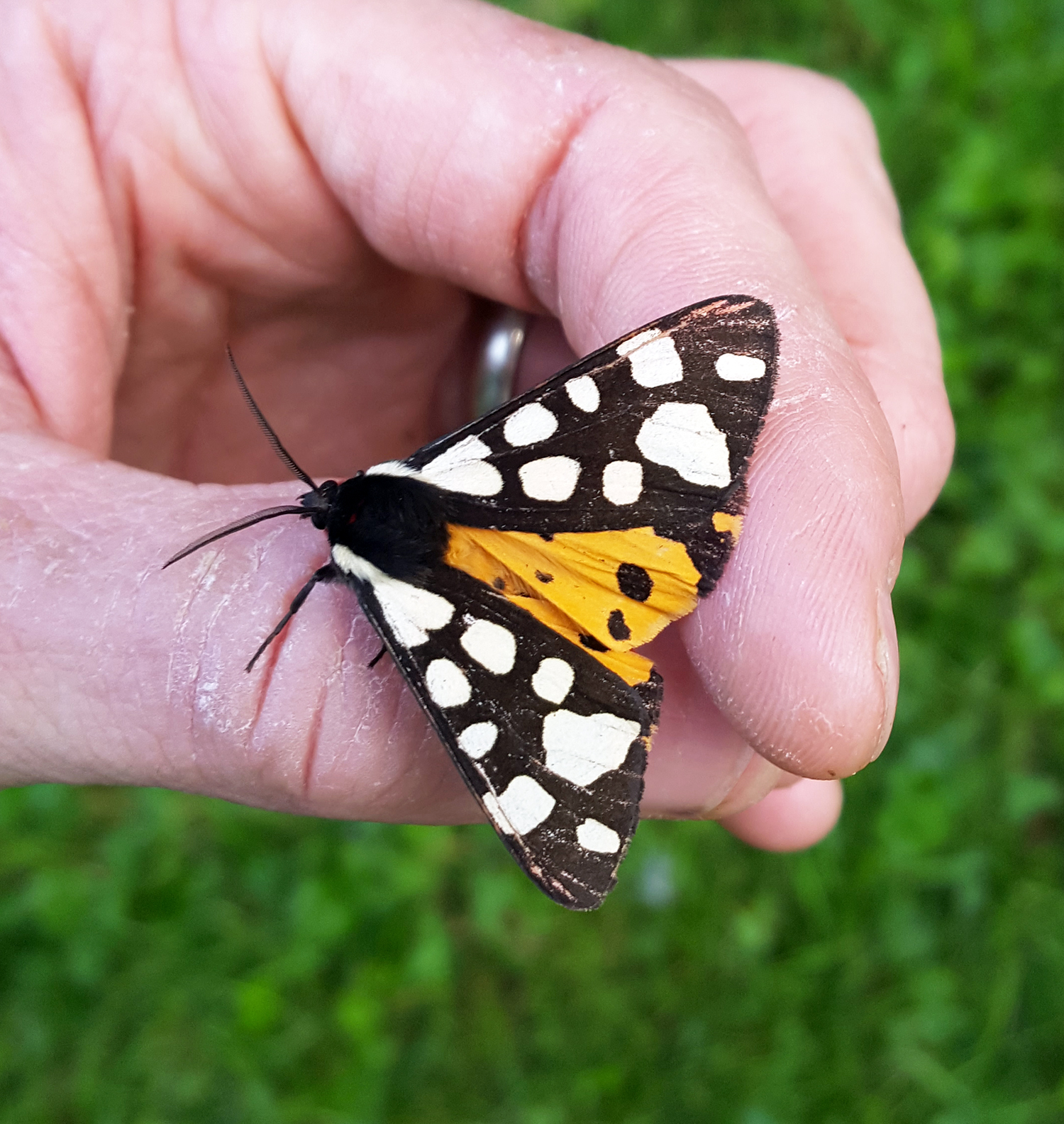
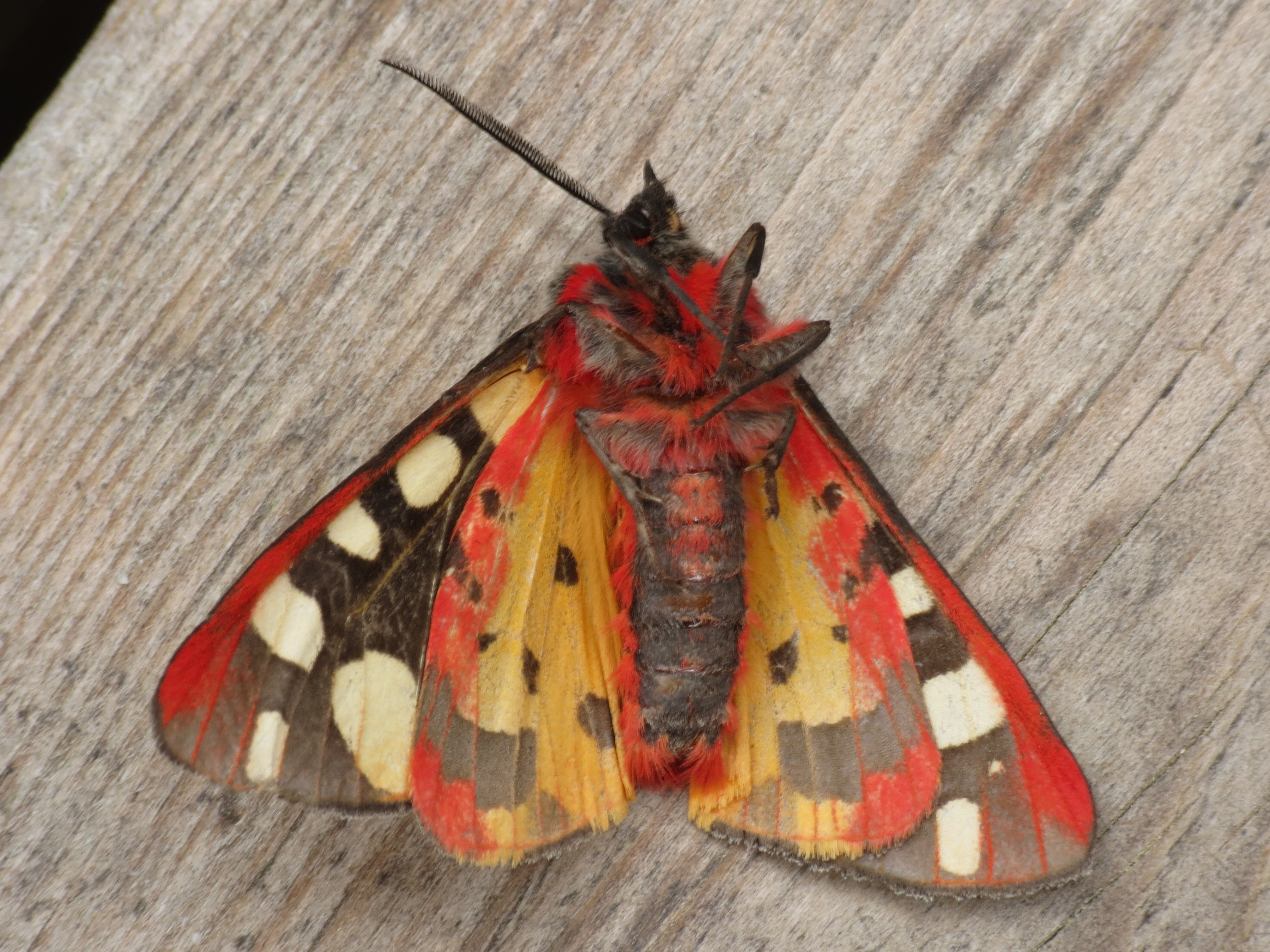
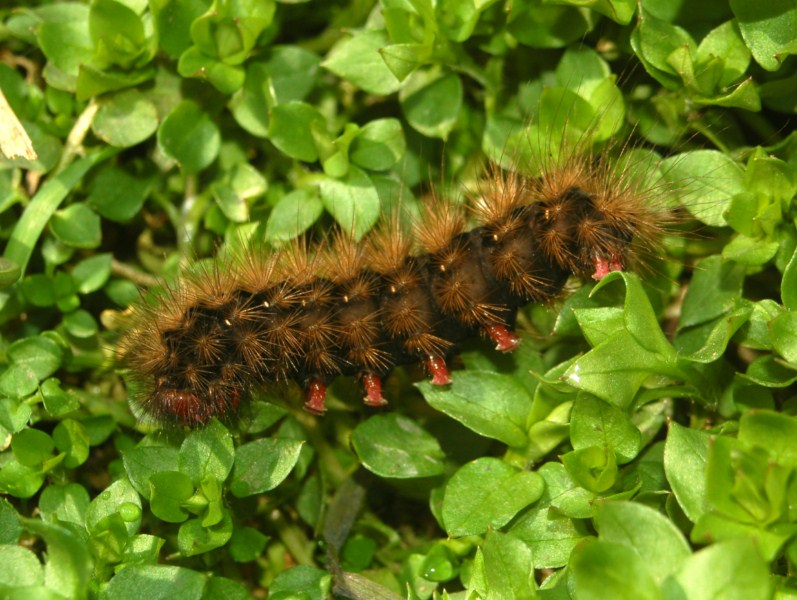

Magyarországon nem védett.